# Ichirō Mizuki
Ichirō Mizuki (水木一郎 Mizuki Ichirō), cuyo verdadero nombre es Toshio Hayakawa (早川俊夫 Hayakawa Toshio), (Tokio, 7 de enero de 1948-6 de diciembre de 2022) fue un seiyū, actor, cantautor y compositor japonés.

## Biografía
Ichirō Mizuki fue un famoso y altamente prolífico cantante, letrista, compositor, seiyū y actor japonés más conocido por su trabajo de canciones para anime y tokusatsu. Ha realizado numerosas canciones para el cine, la televisión, vídeo y videojuegos japoneses. Sus fanes y colegas lo llamaban como onii-san (hermano mayor) del anison, o género de música anime. Como tal, fue popularmente conocido como "Aniki", una manera informal de referir a un hermano mayor. En términos de fama, fue rivalizado solamente por un puñado de cantantes anison, la mayoría de los cuales forman parte del grupo JAM Project.
En julio de 1968, Mizuki lanza su primer single llamado "Kimi ni sasageru Boku no Uta", esta canción fue compuesta por Kanae Wada. Según se mencionó en la presentación de Ichiro en el Museo de los Niños de Costa Rica en febrero de 2015, al principio de su carrera Mizuki Ichiro lanzó cinco discos de música popular sin lograr un éxito comercial. En ese momento decide retirarse de los escenarios hasta que le aparece la posibilidad de interpretar temas musicales para el naciente género de la animación. Así lanza temas que le han significado el reconocimiento hasta el día de hoy, las canciones utilizadas como tema de apertura de las series de animación Mazinger Z, Great Mazinger, Tekkaman The Space Knight, El Vengador, Combattler V, Mechander Robo, Capitán Harlock, Voltron y Transformers: Zone. Mazinger Z más adelante dará a luz al género del anime de Super Robot el cual predominó en televisión japonesa de los años '70.
Por su extensa discografía en la década de 1970, fue apodado como "Aniking" (アニキング Anikingu?) y "Emperador de Canciones Anime" (アニメソングの帝王 Anime Songu no Teiō?), con quien Mitsuko Horie es la "Reina" y Hironobu Kageyama es el "Príncipe". Mizuki es también parte del jurado en el Animax Anison Grand Prix, con Horie y Yumi Matsuzawa.
En enero de 1983, publicó la canción "Romantic Again". Para esta canción recibió el Premio del disco oro de Columbia. Este fue su décima vez en ser galardonado con un disco de oro de Nippon Colombia.
En 1997, que su contrato finaliza con Columbia Records del Japón. Él publicó el álbum "Super Robot Wars Vocal Collection" con la disquera First Smile Entertainment. Este fue el comienzo de la gira "Super Robot Spirits" que ahora se celebra cada año, atrayendo miles de entusiastas fanes. Al año siguiente participó del programa radio "Super Robot Spirits" de Nippon Cultural Broadcasting, el cual convocó a miles de radioescuchas.
En 30 de agosto y 31 de agosto de 1999, él llevó a cabo de un concierto de 24 horas interpretando 1000 canciones, uno de los acontecimientos más asombrosos en la historia de la música. El éxito del "concierto 1000 canciones" se ha convertido en una leyenda en Japón.
En 19 de julio de 2000 junto a los cantantes del anison Hironobu Kageyama, Masaaki Endou, Eizo Sakamoto, y Rica Matsumoto) fundó el "supergroup" JAM Project. Desde el 2002, Ichiro reduce su participación en el grupo a miembro parcial, citando su interés en concentrarse en producir el grupo y buscar talento nuevo.
En febrero de 2001, participó de un espectáculo vivo en Hong Kong durante en la convención de "Hong Kong Character Showcase". Las audiencias en Hong Kong dieron la bienvenida a Ichirō Mizuki con gran entusiasmo, cantando en japonés junto al artista. Su visita recibió la atención de muchos medios famosos en Hong Kong.
Durante el 2001 Ichiro participó en el programa televisión "Tohight 2" de TV Asahi que fue retransmitido en octubre. A continuación, en noviembre, él publicó la canción "Atsukurushiize" del drama de televisión NHK "Ryouri Shounen K-Taro". También publicó el álbum para debut del 30º aniversario "Aniki Jishin", en el mismo mes.
En 2002, apareció en una de las más famosas entrevistas en el Japón "Tetsuko no Heya".
En 19 de junio de 2002, él tiró el primer lanzamiento para la ceremonia de apertura para el equipo de béisbol profesional japonés, el Chunichi Dragons en Nagoya Dome, Nagoya. También cantó el tema musical para el equipo Chunichi Dragons para este evento "Moeyo Dragons 2002", que fue publicado por Nippon Columbia.
El 28 de febrero de 2015 hace su primera incursión en América Latina con el "Concierto de Ichiro Mizuki en Costa Rica", el cual fue organizado por la Embajada del Japón como parte de la celebración del 80 aniversario de las relaciones diplomáticas del Japón con los países de Centro América.
Ha sido distinguido con el premio Honorario por sus logros en la música en la edición de 2016 de los Tokyo Anime Awards.
El 6 de diciembre de 2022 falleció en Tokio a causa de cáncer de pulmón que le venía aquejando por meses, según informó su agencia a Oricon News. Tenía 74 años.

## Actuación de Roles
Además de su carrera como cantante, Mizuki ha interpretado varios roles como un seiyū y actor de tokutsatsu, él desempeñó el papel de Yoldo en el primer episodio de OVA Dangaioh. Rat Hector en Koraru no Tanken, y el villano Keisar Ephes en el videojuego Super Robot Wars Alpha 3. Sus roles en tokutsatsu incluyen a Dr. Ben en Jikuu Senshi Spielvan, Voicelugger Gold en Voice Lugger y (más notablemente posible) Ichirouta Onuki en Kamen Rider Double, una demostración de Tokusatsu basada en el última concepto escrito por el amigo de Ichiro, Shōtarō Ishinomori antes su muerte. También hizo la voz del personaje principal Bobobo-bo Bo-bobo en el primer juego de la serie en PlayStation 2.

## Discografía
Nota: Debido a lo extenso de la discografía y a que resulta complejo recopilar lanzamientos que abarcan más de cuatro décadas, es que esta sección se encuentra en constante actualización.

### Singles
- [1968.07.??] "Kimi ni sasageru Boku no Uta" (君にささげる僕の歌)
- [1970.04.??] "Dare mo inai Umi" (誰もいない海)
- [1990.11.21] "Natsukashi Kutte Hero ~I'll Never Forget You!~" (懐かしくってヒーロー~I'll Never Forget You!~)
- [1992.06.01] "Natsukashi Kutte Hero PartII ~We'll Be Together Forever!~" (懐かしくってヒーロー・PartII ~We'll Be Together Forever!~)
- [1994.01.21] "SEISHUN FOR YOU ~Seishun no Uta~" (SEISHUN FOR YOU ~青春の詩~)
- [1997.09.03] "221B Senki Single Version" (221B戦記 シングルバージョン)
- [1999.09.01] "Golden Rule ~Kimi wa mada Maketenai!~ / Miage te goran Yoru no Hoshi wo" (Golden Rule ~君はまだ負けてない!~/見上げてごらん夜の星を)
- [2005.09.07] "Tokyo Funky Soul Bus" (トーキョー・ファンキー・ソウル・バス)
- [2005.09.07] "Devilman no Uta (21st Century ver.)" (デビルマンのうた （21st century ver.）)
- [2006.06.07] "Goushaku! Choujin Neiger ~Midaga omedaji~" / "Tooi Kaze no Naka de" (豪石!超神ネイガー~見だがおめだぢ~ / 遠い風の中で)
- [2006.06.28] "Mazinger Z (21st Century ver.)" (マジンガーZ（21st century ver.）)
- [2006.07.26] "IT IS NOT THIS! Kore Janai Robo!" (IT IS NOT THIS! コレジャナイロボ!)
- [2008.01.23] "Nanno koreshiki Furoshikiman" / "Fighter the FUGU" (なんのこれしき ふろしきマン / Fighter the FUGU)
- [2009.06.10] "Bionic Commando" (バイオニック コマンドー)
- [2009.09.16] "Choujin Neiger ~Seigi no Inaho~" / "Yume Kariudo" (超神ネイガー~正義ノ稲穂~ / 夢刈人)
- [2010.10.20] "Moeyo Dragons! 2010"  (燃えよドラゴンズ！2010)
- [2011.04.23] "Katte ni Kaizo Shitemoiize" (かってに改造してもいいぜ)
- [2011.07.06] "Hero wa Never NEVER Give up!" (ヒーローは Never　ねば　Give Up！)
- [2011.11.02] "Moeyo Dragons! 2011 Renpa Kinen Ban" (燃えよドラゴンズ! 2011 連覇記念盤)

### Álbumes
- [1976.09.??] "Ichiro Mizuki TV Shudaika wo Utau" (水木一郎 テレビ主題歌をうたう)
- [1978.08.??] "Ichiro Mizuki Animation no Subete" (水木一郎 アニメーションのすべて)
- [1979.12.??] "Ichiro Mizuki New Hit Best 16" (水木一郎 ニューヒット・ベスト16)
- [1984.01.??] "Ichiro Mizuki Nesshou! Otoko no Shi Anime Tokusatsu Best 71" (水木一郎 熱唱! 男の詩 アニメ特撮 ベスト71)
- [1989.06.21] "OTAKEBI Sanjou! Hoeru Otoko Ichiro Mizuki Best" (OTAKEBI 参上!吠える男 水木一郎ベスト)
- [1990.05.01] "Ichiro Mizuki OTAKEBI 2" (水木一郎 OTAKEBI2)
- [1990.09.01] "Ichiro Mizuki All Hits Vol.1" (水木一郎 大全集Vol.1)
- [1991.02.21] "Ichiro Mizuki All Hits Vol.2" (水木一郎 大全集Vol.2)
- [1991.04.21] "Ichiro Mizuki Ballade Collection ~SASAYAKI~ Vol.1" (水木一郎バラード・コレクション～SASAYAKI～Vol.1)
- [1991.08.21] "Ichiro Mizuki All Hits Vol.3" (水木一郎 大全集Vol.3)
- [1992.02.21] "Ichiro Mizuki All Hits Vol.4" (水木一郎 大全集Vol.4)
- [1992.08.21] "Ichiro Mizuki All Hits Vol.5" (水木一郎 大全集Vol.5)
- [1993.04.21] "Dear Friend" con Mitsuko Horie
- [1994.01.21] "Ichiro Mizuki no Tanoshii Asobi Uta" (水木一郎のたのしいあそびうた)
- [1995.08.19] "Ichiro Mizuki Best & Best" (水木一郎 ベスト&ベスト)
- [1997.07.19] "ROBONATION Ichiro Mizuki Super Robot Complete" (ROBONATION 水木一郎スーパーロボットコンプリート)
- [1998.03.21] "Neppuu Densetsu" (熱風伝説)
- [1999.01.30] "Neppuu Gaiden -Romantic Master Pieces-" (熱風外伝-Romantic Master Pieces-)
- [2001.11.21] "Aniki Jishin ~30th Anniversary BEST~" (アニキ自身~30th Anniversary BEST~)
- [2004.08.04] "Ichiro Mizuki Best of Aniking -Red Spirits-" (水木一郎 ベスト・オブ・アニキング -赤の魂-)
- [2004.10.06] "Ichiro Mizuki Best of Aniking -Blue Spirits-" (水木一郎 ベスト・オブ・アニキング -青の魂-)
- [2007.12.26] "Dear Friend 2007 ~Futari no Anison~" (Dear Friend 2007 ~ふたりのアニソン~)
- [2008.02.20] "Debut 40th Anniversary: Ichiro Mizuki Best" (デビュー40周年記念 水木一郎 ベスト)
- [2008.07.02] "Ichiro Mizuki Debut 40th Anniversary CD BOX: Michi ~road~" (水木一郎デビュー40周年記念CD-BOX 道~road~)
- [2008.07.16] "WAY ~GRAND ANIKI STYLE~"
- [2008.12.17] "Debut 40th Anniversary: Ichiro Mizuki TV Size Shudaika Best" (デビュー40周年記念 水木一郎TVサイズ主題歌ベスト)
- [2010.04.28] "Gamer ANIKI Kanzen Kouryaku ~Ichiro Mizuki Game Song Collection~" (ゲーマーANIKI完全攻略 ～水木一郎ゲームソングコレクション～)
- [2011.08.24] "THE HERO ~Mr. Anison~" (THE HERO ～Mr．アニソン～)
- [2011.09.21] "Ichiro Mizuki Kids Song Best" (水木一郎　キッズ　ソング・ベスト！)

## Interpretaciones notables

### Canciones de anime
- Genshi Shounen Ryuu ga Yuku (原始少年リュウが行く) (Tema apertura de Geshi Shounen Ryuu)
- Majin Go! (マジンガーZ) (Tema apertura de Mazinger Z)
- Bokura no Mazinger Z (ぼくらのマジンガーZ) (Tema cierre de Mazinger Z)
- Babel Nisei (バビル2世) (Tema apertura de Babel II)
- Seigi no Chou Nouryoku Shounen (正義の超能力少年) (Tema cierre de Babel II)
- Ore wa Great Mazinger (おれはグレートマジンガー) (Tema apertura de Great Mazinger)
- Yuusha wa Mazinger (勇者はマジンガー) (Tema cierre de Great Mazinger)
- Tekkaman no Uta (テッカマンの歌) (Tema apertura de Tekkaman The Space Knight)
- Space Knights no Uta (スペースナイツの歌) (Tema cierre de Tekkaman The Space Knight)
- Koutetsu Jeeg no Uta (鋼鉄ジーグのうた) (Tema apertura de El Vengador)
- Hiroshi no Theme (ひろしのテーマ) (Tema cierre de El Vengador)
- Combattler V no Theme (コン・バトラーVのテーマ) (Tema apertura de Combattler V)
- Yuke! Combattler V (行け!コン・バトラーV) (Tema cierre de Combattler V)
- Tatakae! Gakeen (たたかえ!ガ・キーン) (Tema apertura de Magne Robo Gakeen, con Mitsuko Horie)
- Takeru to Mai no Uta (猛と舞のうた) (Tema cierre de Magne Robo Gakeen, con Mitsuko Horie)
- Try Attack! Mechander Robo (トライアタック!メカンダーロボ) (Tema apertura de Mechander Robo)
- Sasurai no Hoshi Jimmy Orion (さすらいの星 ジミーオリオン) (Tema cierre de Mechander Robo)
- Ore wa Āsā (おれはアーサー) (Tema apertura de Moero Āsā Hakuba no Ōji)
- Hyouga Senshi Guyslugger (氷河戦士ガイスラッガー) (Tema apertura de Hyouga Senshi Guyslugger)
- Chichi wo Motomete (父をもとめて) (Tema cierre de Voltes V)
- Choujin Sentai Baratack (超人戦隊バラタック) (Tema apertura de Baratack)
- Grand Prix no Taka (グランプリの鷹) (Tema apertura de Gran Prix)
- Laser Blues (レーサーブルース) (Tema cierre de Gran Prix)
- Captain Harlock (キャプテンハーロック) (Tema apertura de Capitán Harlock)
- Warera no Tabidachi (われらの旅立ち) (Tema cierre de Capitán Harlock)
- Lupin Sansei Ai no Theme (ルパン三世愛のテーマ) (Tema cierre de Lupin III)
- Tatakae! Golion (斗え!ゴライオン) (Tema apertura de Voltron)
- Gonin de Hitotsu (五人でひとつ) (Tema cierre de Voltron)
- Game Center Arashi (ゲームセンターあらし) (Tema apertura de Game Center Arashi)
- Mawari Himawari Hero Hero-kun (まわりひまわりへろへろくん) (Tema apertura de Hero Hero-kun)
- SOULTAKER (Tema apertura de The SoulTaker, con los miembros de JAM Project)
- Sangou no Hitsugi (塹壕の棺) (Tema cierre y apertura (episodio 13) de Godannar, con Mitsuko Horie)
- ENGAGE!!! Godannar (ENGAGE!!!ゴーダンナー) (Tema apertura para segunda estación de Godannar, con Mitsuko Horie)
- STORMBRINGER (Tema apertura de Koutetsushin Jeeg, como parte de JAM Project)

Él tiene también cantado versiones cubierta de muchas otras canciones famosas del anime, incluyendo el tema de Macross y las canciones clasificadas de la licencia de Mobile Suit Gundam.

### Canciones de OVA
- CROSS FIGHT! (Tema apertura de Dangaioh, con Mitsuko Horie)
- Ima ga sono Toki da (今がその時だ) (Tema 1r apertura de Shin Getter Robo)
- Dare ka ga Kaze no Naka de (誰かが風の中で) (Tema cierre de Tenamonya Voyagers)
- STORM (Tema apertura de Shin Getter Robo vs. Neo Getter Robo, con Hironobu Kageyama)
- Mazinger Sanka (マジンガー讃歌) (Tema inserción de Mazinkaiser)
- Mazinkaiser no Theme (マジンカイザーのテーマ) (Tema inserción de Mazinkaiser)
- TORNADO (Tema cierre de Mazinkaiser, como parte de JAM Project)

### Canciones de videojuegos
- Double Impact (ダブル・インパクト) (Tema musical de Ganbare Goemon ~Neo Momoyama Bakufu no Odori~)
- Ara buru Damashii (荒ぶる魂+α) (Tema imagen de Super Robot Wars Alpha)
- STEEL SOUL FOR YOU (Tema imagen de Super Robot Wars Alpha, con Hironobu Kageyama)
- Tomo yo ~Super Robot Wars Alpha~ (戦友よ。~SUPER ROBOT WARS α~) (Tema imagen de Super Robot Wars Alpha)
- Wa ni Teki Nashi (我ニ敵ナシ) (Tema imagen de Super Robot Wars Alpha)
- Denkou Sekka Volder (電光石火ヴォルダー) (Tema musical de Tatsunoko Fight)
- Gattai! Donranger Robo (合体!ドンレンジャーロボ) (Tema inserción de Taiko no Tatsujin: Tobikkiri! Anime Special)
- Kitto Motto Zutto (きっと もっと ずっと) (Tema inserción de Taiko no Tatsujin: Tobikkiri! Anime Special, con Mitsuko Horie y Hironobu Kageyama)
- Hibike! Taiko no Tatsujin (響け!太鼓の達人) (Tema inserción de Taiko no Tatsujin: Tobikkiri! Anime Special, con Mitsuko Horie y Hironobu Kageyama)

### Canciones de tokusatsu
- Bokura no Barom One (ぼくらのバロム1) (Tema apertura de Choujin Barom 1)
- Yuujou no Barom Cross (友情のバロム・クロス) (Tema cierre de Choujin Barom 1)
- Arashi yo Sakebe (嵐よ叫べ) (Tema apertura de Henshin Ninja Arashi)
- Warera wa Ninja (われらは忍者) (Tema cierre de Henshin Ninja Arashi)
- Hakaider no Uta (ハカイダーの歌) (Tema inserción de Jinzou Ningen Kikaider)
- Saburou no Theme (三郎のテーマ) (Tema inserción de Jinzou Ningen Kikaider)
- Shounen Kamen Rider Tai no Uta (少年仮面ライダー隊の歌) (Tema 1r cierre de Kamen Rider V3)
- Robot Keiji (ロボット刑事) (Tema apertura de Robot Keiji)
- Susume Robot Keiji (進めロボット刑事) (Tema cierre de Robot Keiji)
- Shiro Shishi Kamen no Uta (白獅子仮面の歌) (Tema apertura de Shiro Shishi Kamen)
- Chest! Chest! Inazuman (チェスト!チェスト!イナズマン) (Tema cierre de Inazuman)
- Setup! Kamen Rider X (セタップ!仮面ライダーX) (Tema apertura de Kamen Rider X)
- Ore wa X Kaizorg (おれはXカイゾーグ) (Tema cierre de Kamen Rider X)
- Inazuman Action (イナズマン・アクション) (Tema cierre de Inazuman F)
- Ganbare Robocon (がんばれロボコン) (Tema 1r apertura de Ganbare!! Robocon)
- Oirá Robocon Robot dai! (おいらロボコンロボットだい!) (Tema 2.º apertura de Ganbare!! Robocon)
- Robocon Robot Sekai Ichi (ロボコン・ロボット世界一) (Tema 1r cierre de Ganbare!! Robocon)
- Robocon Ondou (ロボコン音頭) (Tema 2.º cierre de Ganbare!! Robocon)
- Hashire!! Robcon Undoukai (走れ!!ロボコン運動会) (Tema 3.º cierre de Ganbare!! Robocon)
- Robocon Gattsuracon (ロボコン ガッツラコン) (Tema 4.º cierre de Ganbare!! Robocon)
- Bouken Rockbat (冒険ロックバット) (Tema apertura de Bouken Rockbat)
- Tetsu no Prince Blazer (鉄のプリンス・ブレイザー) (Tema cierre de Bouken Rockbat)
- Kamen Rider Stronger no Uta (仮面ライダーストロンガーのうた) (Tema apertura de Kamen Rider Stronger)
- Kyou mo Tatakau Stronger (きょうもたたかうストロンガー) (Tema 2.º cierre de Kamen Rider Stronger, con Mitsuko Horie)
- Stronger Action (ストロンガーアクション) (Tema 3.º cierre de Kamen Rider Stronger, con Mitsuko Horie)
- Yukuzo! BD7 (行くぞ!BD7) (Tema apertura de Shounen Tantei Dan)
- Shounen Tantei Dan no Uta (少年探偵団のうた) (Tema cierre de Shounen Tantei Dan)
- Shouri da! Akumaizer 3 (勝利だ!アクマイザー3) (Tema apertura de Akumaizer 3)
- Susume Zaiderbeck (すすめザイダベック) (Tema cierre de Akumaizer 3)
- Kagayaku Taiyou Kagestar (輝く太陽カゲスター) (Tema apertura de The Kagestar)
- Star! Star! Kagestar (スター!スター!カゲスター) (Tema cierre de The Kagestar)
- Tatakae! Ninja Captor (斗え!忍者キャプター) (Tema apertura de Ninja Captor, con Mitsuko Horie)
- Oozora no Captor (大空のキャプター) (Tema cierre de Ninja Captor, con Mitsuko Horie)
- Jigoku no Zubat (地獄のズバット) (Tema apertura de Kaiketsu Zubat)
- Otoko wa Hitori Michi wo Yuku (男はひとり道をゆく) (Tema cierre de Kaiketsu Zubat)
- Oh!! Daitetsujin One Seven (オー!!大鉄人ワンセブン) (Tema apertura de Daitetsujin 17)
- One Seven Sanka (ワンセブン讃歌) (Tema cierre de Daitetsujin 17)
- Kyouryuu Sentai Koseidon (恐竜戦隊コセイドン) (Tema apertura de Kyouryuu Sentai Koseidon)
- Koseidon March (コセイドンマーチ) (Tema cierre de Kyouryuu Sentai Koseidon)
- Battle Fever Sanka (バトルフィーバー讃歌) (Tema inserción de Battle Fever J)
- Battle Fever Dai Shutsugeki (バトルフィーバー大出撃) (Tema inserción de Battle Fever J)
- Yuke! Yuke! Megaloman (行け!行け!メガロマン) (Tema apertura de Honoo no Choujin Megaloman)
- Waga Kokoro no Rozetta Hoshi (我が心のロゼッタ星) (Tema cierre de Honoo no Choujin Megaloman)
- Moero! Kamen Rider (燃えろ!仮面ライダー) (Tema 1r apertura de Kamen Rider (Skyrider))
- Otoko no Na wa Kamen Rider (男の名は仮面ライダー) (Tema 2.º apertura de Kamen Rider (Skyrider))
- Haruka naru Ai ni Kakete (はるかなる愛にかけて) (Tema 1r cierre de Kamen Rider (Skyrider))
- Kagayake! 8-Nin Rider (輝け!8人ライダー) (Tema 2.º cierre de Kamen Rider (Skyrider))
- Junior Rider Tai no Uta (ジュニアライダー隊の歌) (Tema 2.º cierre de Kamen Rider Super-1)
- Ashita ga Arusa (あしたがあるさ) (Tema inserción de Taiyō Sentai Sun Vulcan)
- Umi ga Yondeiru (海が呼んでいる) (Tema inserción de Taiyō Sentai Sun Vulcan)
- Kagayake! Sun Vulcan (輝け!サンバルカン) (Tema inserción de Taiyō Sentai Sun Vulcan)
- Kimi wa Panther (君はパンサー) (Tema inserción de Taiyō Sentai Sun Vulcan)
- Taiyou March (太陽マーチ) (Tema inserción de Taiyō Sentai Sun Vulcan)
- Andro Melos (アンドロメロス) (Tema apertura de Andro Melos)
- Kaette Koiyo Andro Melos (帰ってこいよアンドロメロス) (Tema cierre de Andro Melos)
- Jikuu Senshi Spielvan (時空戦士スピルバン) (Tema apertura de Jikuu Senshi Spielvan)
- Kimi on Nakama da Spielvan (君の仲間だスピルバン) (Tema 1r cierre de Jikuu Senshi Spielvan)
- Kesshou da! Spielvan (結晶だ!スピルバン) (Tema 2.º cierre de Jikuu Senshi Spielvan)
- Time Limit (タイムリミット) (Tema cierre de Choujinki Metalder)
- Eien no Tameni Kimi no Tameni (永遠のために君のために) (Tema inserción de Kamen Rider Black RX)
- Just Gigastreamer (ジャスト・ギガストリーマー) (Tema inserción de Tokkei Winspector)
- Yuusha Winspector (勇者ウインスペクター) (Tema inserción de Tokkei Winspector)
- Yume mo Hitotsu no Nakama-Tachi (夢もひとつの仲間たち) (Tema inserción de Tokkei Winspector)
- Hoero! Voicelugger (ほえろ!ボイスラッガー) (Tema apertura de Voice Lugger)
- Samba de Gaoren (サンバ de ガオレン) (Tema inserción de Hyakujū Sentai Gaoranger)
- Hyakujuu Gattai! Gaoking (百獣合体!ガオキング) (Tema inserción de Hyakujū Sentai Gaoranger)
- Tao (道) (Tema cierre de Jūken Sentai Gekiranger)

## Roles interpretados

### Anime
- Koraru no Tanken - Rat Hector
- Space Carrier Blue Noah - Comandante grupo
- Happy Lucky Bikkuriman - La☆Keen

### OVA
- Dangaioh - Yoldo (Primer episodio)

### Videojuegos
- Super Robot Wars Alpha 3 - Keisar Ephes
- Bobobo-bo Bo-bobo Hajike Matsuri (En versión anime, seiyū doblado por Takehito Koyasu, canción tema)

### Tokusatsu
- Jikuu Senshi Spielvan - Dr. Ben
- Voice Lugger - Voicelugger Gold
- Chou Ninja Tai Inazuma!! SPARK - Shouryuusai Mizuki
- Kamen Rider Double - Ichirouta Onuki
- Zebraman 2: Attack on Zebra City - Narrador de créditos finales